# Ardisia nigrovirens
Ardisia nigrovirens é uma espécie de planta da família Myrsinaceae. É endêmica do Peru.